# Észak-Koszovó
Észak-Koszovó (szerbül Северно Косово, Severno Kosovo; albánul Kosova Veriore) Koszovó azon részének megnevezése, amely négy északi tartományból áll (Észak-Mitrovica, Leposavić, Zvečan és Zubin Potok). A területre Koszovó államnak jóformán nincs befolyása, a KFOR tartja a rendet a területen. A lakosság több mint 90%-a szerb, ezért a területen továbbra is cirill írásmódot használnak, a lakosság szerb papírokkal rendelkezik, a közös fizetőeszköz pedig a szerb dinár.

## A terület Koszovón belül

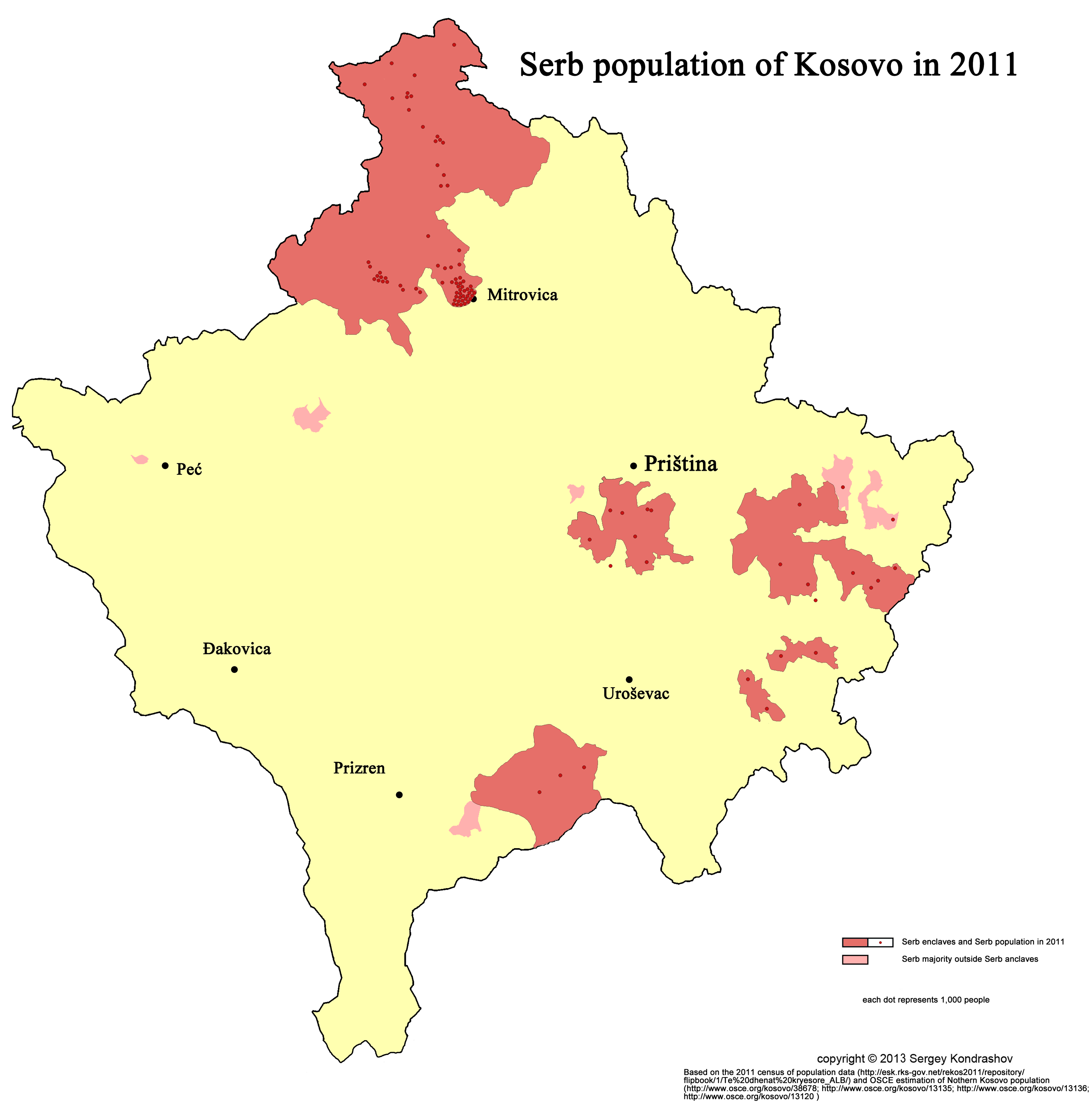
Szerb lakosság Koszovóban

2008-ban, a Koszovói Köztársaság kikiáltásával a Koszovó területén élő szerbek igen hátrányos helyzetben találták magukat, miután az ország albán többségű lakosságával mind etnikailag, mind vallásilag konfrontációba kerültek. A helyi szerbek központja lett Észak-Koszovó. Még az évben sok szerb hagyta el Koszovón belüli otthonát, és költözött Szerbiába vagy Észak-Koszovóba, amelyet pedig az albánok hagytak el szép számmal. A terület a szerb szakadár mozgalmak központja lett, a koszovói kormányzatnak pedig sosem volt tényleges befolyása alatta, a rendfenntartást a KFOR látta-látja el.

## A 2011-es konfliktus
2011-ben a koszovói rendfenntartó erők megpróbálták átvenni az irányítást egy koszovói-szerb határátkelő felett a KFOR-től és a szerb féltől. Amikor ez kitudódott, a konvojt a helyi szerbek megtámadták, megölve egy koszovói rendőrt.
Innentől kezdve a kisebb-nagyobb összetűzések folyamatosak voltak. A viszonylagos rend fenntartásához a KFOR létszámát növelték, Kosovska Mitrovicában pedig engedélyhez kötötték az Ibar folyón való átkelést, ugyanis ez minősül a határvonalnak a város szerb és albán része között.

## Brüsszeli egyezmény
2013-ra mindkét fél belátta, hogy a macska-egér harc egyik fél számára sem hozhat tényleges sikert, ezért Európai Uniós közvetítéssel megkezdődtek a tárgyalások egy kompromisszumos megoldásról.
Megállapodás végül 2015-re született: a terület, valamint hat egyéb elszórtan elhelyezkedő, szerb többséggel rendelkező körzet a Boszniai Szerb Köztársasághoz hasonló különleges jogállást fog kapni, Koszovói Szerb Többségű Körzetek Szövetsége néven. A terület bírói és végrehajtói hatalma függetlenné válik a koszovói kormányzattól és saját, választott kormánya lesz, melynek döntéseit Koszovó Állam nem bírálhatja felül, mindössze a koszovói törvényeket kell alkalmazniuk a szerb helyett, ezenkívül továbbra is használhatják a szerb dinárt mint fizetőeszközt. Cserébe Szerbia visszavonja minden rendfenntartó erejét Észak-Koszovóból.
A megállapodás erős kritikákat kapott mind szerb, mind koszovói oldalról: előbbiek azt kifogásolták, hogy a de jure még mindig Szerbiához tartozó terület kormányával bárminemű megállapodást volt képes kötni Szerbia, utóbbiak pedig azt, hogy ezzel a nyolc érintett körzetből három olyan is a szerb entitás irányítása alá kerül, amely, ha kis mértékben is (max. 52-56% közötti lakosságszám a teljes népességen belül), de albán többséggel rendelkezik.